# Gornji Kot
Gornji Kot je naselje u slovenskoj Općini Žužemberku. Gornji Kot se nalazi u pokrajini Dolenjskoj i statističkoj regiji Jugoistočnoj Sloveniji. 

## Stanovništvo
Prema popisu stanovništva iz 2002. godine naselje je imalo 54 stanovnika.